# Crotalaria incompta
Crotalaria incompta är en ärtväxtart som beskrevs av Nicholas Edward Brown. Crotalaria incompta ingår i släktet sunnhampor, och familjen ärtväxter. Inga underarter finns listade i Catalogue of Life.